# Браунс (остров)
Браунс (англ. Browns Island), или Мотукореа (маори Motukorea) — небольшой остров в заливе Хаураки в Новой Зеландии.

## География
Представляет собой хорошо сохранившийся вулкан, расположенный в Оклендской вулканической области. Вулканическая активность в виде извержений проявлялась около 8—12 тысяч лет назад и сопровождалась выбросом пепла, лавы и шлаков. В связи с активным возделыванием земли на острове на протяжении веков коренная растительность сохранилась только в северо-восточной части в районе утёсов. Браунс состоит из нескольких шлаковых конусов, небольших остатков туфового кратера и значительных лавовых отложений.

## История

### Маорийский период
Доевропейская история острова Браунс изучена относительно плохо. При этом имеющиеся работы, посвящённые его истории, больше сосредоточены на вопросах происхождения местного маорийского племени нгати-таматера и его праве на продажу острова в 1840 году. Филлипс в своей книге упоминает о каноэ племени таинуи, которое ненадолго причалило у острова после того, как покинуло поселение Уакативаи на берегу залива Ферт-оф-Темс, и незадолго до встречи с каноэ племени арава для продолжения пути в сторону острова Рангитото.
Расположение острова Браунс вблизи устья реки Тамаки играло важное значение, так как контроль над островом позволял контролировать и доступ к реке, а значит, и транспортировку товаров в Манукау через Отахуху. Археологические находки на Браунсе свидетельствуют о том, что в доевропейские годы остров интенсивно использовался местными племенами маори. Здесь были развиты обработка камня, рыболовство, садоводство, существовали защищённые поселения. Среди обнаруженных артефактов выделяются кости вымершей птицы моа, рыболовные крючки. Для обработки использовался кремнистый сланец, базальт, аргиллит и обсидиан, который добывался или на островах залива Хаураки, или на отдалённом полуострове Коромандел и острове Грейт-Барриер.
Маорийское название острова Браунс, Мотукореа, переводится с языка маори как «остров кулик-сорок», альтернативный перевод — «крысья яма» (вероятно, имеется в виду центральный кратер).

### Европейский период

#### Браун и Кэмпбелл
С 1820 года на острове стали появляться первые европейцы, представленные преимущественно торговцами. В 1827 году на Браунсе побывал путешественник Жюль-Сезар Дюмон-Дюрвиль. В то время остров был необитаем, вероятно, из-за «мушкетных войн». Покинутый нгати-таматера и расположенный вдали от места проживания этого племени на полуострове Коромандел, остров перестал играть важную роль для племени, поэтому вождь Те-Канини, как и подконтрольные ему вожди Катикати и Нгатаи, решили продать его, когда Уильям Браун и Джон Логан Кэмпбелл выразили желание 22 мая 1840 года купить его. 13 августа 1840 года Браун и Кэмпбелл поселились на западной части Мотукореа, таким образом на острове было основано одно из первых европейских поселений в районе Окленда.
Вскоре после того, как на острове поселились Браун и Кэмпбелл, вождь племени нгати-фатуа предложил первому лейтенант-губернатору Новой Зеландии Уильяму Гобсону выбрать Окленд новой столицей колонии. Над Мотукореа в этом случае должен быть поднят флагшток, а сам он объявлен собственностью короны. Браун и Кэмпбелл, узнав об этих планах, срочно вернулись на остров и опротестовали своё право на владение. Впоследствии губернаторские планы были оставлены, однако в августе 1840 года Гобсон отказался рассматривать заявление Брауна и Кэмпбелла по поводу права на владение землёй. Официальной причиной отказа стал тот факт, что покупка была совершена после правительственного запрета на прямой выкуп земли у маори. Право на владение землёй было выдано Брауну и Кэмпбеллу только 22 октября 1844 года уже при новом губернаторе.
В декабре 1840 года Кэмпбелл покинул остров для того, чтобы заняться торговлей в Окленде, Браун же остался на нём до февраля следующего года для руководства свинофермой. В 1856 году оба поселенца покинули колонию, назначив своего постоянного менеджера по делам. В мае 1873 года Кэмпбелл выкупил долю Брауна в бизнесе, в том числе остров Мотукореа, за 40 тысяч фунтов стерлингов, после того как тот отказался уезжать из Британии. В 1877 году Кэмпбелл решил высадить на Мотукореа оливковые деревья, однако 5000 саженцев так и не были посажены.
В 1879 году остров был продан семье Фетерстоунов, которые выстроили в северо-восточной части новый дом, который, однако, сгорел в 1915 году.

#### Девонпортская паромная компания
В 1906 году остров Браунс был продан семье Алисонов, которая владела Девонпортской паромной компанией. За время их владения островом на нём было оставлено несколько паромных понтонов. Остров Браунс также сыграл важную роль в истории авиации, так как с верхних склонов вулканического конуса острова в июне 1909 года состоялся первый в Новой Зеландии полёт планера.

#### Государственная собственность
В 1946 году остров был выкуплен Гидрографической комиссией Окленда, которая собиралась построить на нём канализационные очистные сооружения. Однако проект вызвал разногласия, и в скором времени от него отказались. Остров же был куплен Эрнестом Дэвисом, председателем Девонпортской паромной компании, который в июле 1955 года вновь передал его городу в качестве подарка населению. Городской совет Окленда управлял островом Браунс вплоть до 1968 года, когда Мотукореа стал частью Морского парка залива Хаураки. Тогда управление было передано Департаменту земель и экспертизы, а в 1987 году — Департаменту защиты окружающей среды.

## Интересные факты
- В честь острова назван обнаруженный на нём минерал мотукореаит[17].